# Bielany (gemeente)
De gemeente Bielany is een landgemeente in het Poolse woiwodschap Mazovië, in powiat Sokołowski.
De zetel van de gemeente is in Bielany (sinds 30 december 1999 Bielany-Żyłaki genoemd).
Op 30 juni 2004 telde de gemeente 3919 inwoners.

## Oppervlakte gegevens
In 2002 bedroeg de totale oppervlakte van gemeente Bielany 109,6 km², waarvan:
- agrarisch gebied: 78%
- bossen: 17%

De gemeente beslaat 9,69% van de totale oppervlakte van de powiat.

## Demografie
Stand op 30 juni 2004:
| Omschrijving                   | Totaal | Totaal | Vrouwen | Vrouwen | Mannen | Mannen |
| ------------------------------ | ------ | ------ | ------- | ------- | ------ | ------ |
| eenheid                        | aantal | %      | aantal  | %       | aantal | %      |
| inwoners                       | 3919   | 100    | 1927    | 49,2    | 1992   | 50,8   |
| bevolkingsdichtheid (inw./km²) | 35,8   | 35,8   | 17,6    | 17,6    | 18,2   | 18,2   |

In 2002 bedroeg het gemiddelde inkomen per inwoner 1263,81 zł.

## Administratieve plaatsen (sołectwo)
Bielany-Jarosławy, Bielany-Wąsy, Bielany-Żylaki, Błonie Duże, Błonie Małe, Brodacze, Dmochy-Rętki, Dmochy-Rogale, Korabie, Kowiesy, Kożuchów, Kożuchówek, Księżopole-Budki, Księżopole-Komory, Kudelczyn, Paczuski, Patrykozy, Patrykozy-Kolonia, Rozbity Kamień, Ruciany, Ruda-Kolonia, Sikory, Trebień, Wańtuchy, Wiechetki Duże, Wiechetki Małe, Wojewódki Dolne, Wojewódki Górne, Wyszomierz.

## Aangrenzende gemeenten
Liw, Mokobody, Paprotnia, Repki, Sokołów Podlaski, Suchożebry,